# Бомте
Бомте (нем. Bohmte) — община в Германии, в земле Нижняя Саксония.
Входит в состав района Оснабрюк. Население составляет 13 013 человек (на 31 декабря 2022 года). Занимает площадь 110,75 км².
Коммуна подразделяется на 3 сельских округа.
Городом побратимом является Гюцков в земле Мекленбург-Передняя Померания.
| Год  | Население |
| ---- | --------- |
| 1990 | 10 320    |
| 1995 | 11 903    |
| 2000 | 13 044    |
| 2005 | 13 303    |
| 2010 | 13 024    |
| 2022 | 13 013    |